# Brabío
Brabío o San Martín de Brabío (llamada oficialmente San Martiño de Brabío) es una parroquia española del municipio de Betanzos, en la provincia de La Coruña, Galicia.

## Entidades de población
Entidades de población que forman parte de la parroquia:
- A Casilla
- Acea
- Barallobre
- Coto (O Coto)
- Loureiros
- Martinete (O Martinete)
- Marulo (O Marulo)
- Piñeiro
- Roibeira
- Talai

## Despoblado
Despoblado que forma parte de la parroquia:
- Tabacos (Os Tabaques)

## Demografía
| Gráfica de evolución demográfica de Brabío entre 2000 y 2018 |
|                                                              |
| Datos según el nomenclátor publicado por el INE.             |